# Tina Šutej
Tina Šutej (Lubiana, 7 novembre 1988) è un'astista slovena.

## Record nazionali
Seniores
- Salto con l'asta: 4,81 m ( Eugene, 16 settembre 2023)
- Salto con l'asta indoor: 4,82 m ( Ostrava, 2 febbraio 2023)

## Palmarès
| Anno | Manifestazione          | Sede           | Evento           | Risultato      | Prestazione | Note                                     |
| ---- | ----------------------- | -------------- | ---------------- | -------------- | ----------- | ---------------------------------------- |
| 2005 | Mondiali U18            | Marrakech      | Salto con l'asta | 8ª             | 3,90 m      |                                          |
| 2006 | Mondiali U20            | Pechino        | Salto con l'asta | Argento        | 4,25 m      |                                          |
| 2007 | Europei indoor          | Birmingham     | Salto con l'asta | 18ª (q)        | 4,05 m      |                                          |
| 2009 | Giochi del Mediterraneo | Pescara        | Salto con l'asta | 4ª             | 4,20 m      |                                          |
| 2009 | Universiadi             | Belgrado       | Salto con l'asta | 7ª             | 4,25 m      |                                          |
| 2009 | Europei U23             | Kaunas         | Salto con l'asta | 5ª             | 4,25 m      |                                          |
| 2010 | Europei                 | Barcellona     | Salto con l'asta | 10ª            | 4,35 m      |                                          |
| 2011 | Universiadi             | Shenzen        | Salto con l'asta | Argento        | 4,55 m      |                                          |
| 2011 | Mondiali                | Taegu          | Salto con l'asta | 21ª (q)        | 4,40 m      |                                          |
| 2012 | Europei                 | Helsinki       | Salto con l'asta | 24ª (q)        | 4,15 m      |                                          |
| 2012 | Mondiali                | Taegu          | Salto con l'asta | 19ª (q)        | 4,25 m      |                                          |
| 2013 | Giochi del Mediterraneo | Mersin         | Salto con l'asta | 6ª             | 4,30 m      |                                          |
| 2014 | Mondiali indoor         | Sopot          | Salto con l'asta | 10ª            | 4,55 m      |                                          |
| 2014 | Europei                 | Zurigo         | Salto con l'asta | 10ª            | 4,35 m      |                                          |
| 2015 | Europei indoor          | Praga          | Salto con l'asta | 10ª (q)        | 4,55 m      | Miglior prestazione personale stagionale |
| 2015 | Campionati balcanici    | Pitești        | Salto con l'asta | Oro            | 4,20 m      |                                          |
| 2015 | Mondiali                | Pechino        | Salto con l'asta | nm (q)         | nm (q)      |                                          |
| 2016 | Europei                 | Amsterdam      | Salto con l'asta | Finale         | nm          |                                          |
| 2016 | Giochi olimpici         | Rio de Janeiro | Salto con l'asta | 11ª            | 4,50 m      |                                          |
| 2017 | Europei indoor          | Belgrado       | Salto con l'asta | 8ª             | 4,40 m      |                                          |
| 2017 | Balcanici indoor        | Belgrado       | Salto con l'asta | Oro            | 4,45 m      |                                          |
| 2017 | Mondiali                | Londra         | Salto con l'asta | 15ª (q)        | 4,35 m      |                                          |
| 2018 | Giochi del Mediterraneo | Tarragona      | Salto con l'asta | Argento        | 4,41 m      |                                          |
| 2018 | Europei                 | Berlino        | Salto con l'asta | 25ª (q)        | 4,20 m      |                                          |
| 2019 | Europei indoor          | Glasgow        | Salto con l'asta | 10ª (q)        | 4,50 m      |                                          |
| 2019 | Mondiali                | Doha           | Salto con l'asta | 13ª            | 4,50 m      |                                          |
| 2021 | Europei indoor          | Toruń          | Salto con l'asta | Argento        | 4,70 m      | Miglior prestazione personale stagionale |
| 2021 | Giochi olimpici         | Tokyo          | Salto con l'asta | 5ª             | 4,50 m      |                                          |
| 2022 | Mondiali indoor         | Belgrado       | Salto con l'asta | Bronzo         | 4,75 m      |                                          |
| 2022 | Mondiali                | Eugene         | Salto con l'asta | 4ª             | 4,70 m      |                                          |
| 2022 | Europei                 | Monaco         | Salto con l'asta | Bronzo         | 4,75 m      |                                          |
| 2023 | Europei indoor          | Istanbul       | Salto con l'asta | Argento        | 4,75 m      |                                          |
| 2023 | Giochi europei          | Chorzów        | Salto con l'asta | Argento        | 4,70 m      | [ 1 ]                                    |
| 2023 | Mondiali                | Budapest       | Salto con l'asta | 4ª             | 4,80 m      | Record nazionale                         |
| 2024 | Europei                 | Roma           | Salto con l'asta | Qualificazione | dnf         |                                          |
| 2024 | Giochi olimpici         | Parigi         | Salto con l'asta | 19ª            | 4,40 m      |                                          |
| 2025 | Europei indoor          | Apeldoorn      | Salto con l'asta | Argento        | 4,75 m      | Miglior prestazione personale stagionale |
| 2025 | Mondiali indoor         | Nanchino       | Salto con l'asta | Argento        | 4,70 m      |                                          |

## Altre competizioni internazionali
2008
- Oro in Coppa Europa (2nd League) ( Banská Bystrica), salto con l'asta - 4,10 m

2010
- Argento agli Europei a squadre ( Budapest), salto con l'asta - 4,40 m

2013
- Oro agli Europei a squadre ( Kaunas), salto con l'asta - 4,30 m

2014
- Bronzo agli Europei a squadre ( Tallinn), salto con l'asta - 4,45 m

2017
- Oro agli Europei a squadre ( Tel Aviv), salto con l'asta - 4,50 m

2019
- Oro agli Europei a squadre ( Varaždin), salto con l'asta - 4,70 m